# Put
Put — хорватская поп-группа из города Риека, созданная специально для участия на конкурсе песни Евровидение-1993.
В состав коллектива входили Вивьен Галлетта (хорв. Vivien Galletta), Анджела Еличич (хорв. Anđela Jeličić), Мелита Седич (хорв. Melita Sedić), Наим Айра (хорв. Naim Ajra), Петар Чучак Мильяччо (хорв. Petar Čučak Migliaccio) и Оля Дешич (хорв. Olja Dešić).
В 1993 году стали первыми представителями своей страны на конкурсе песни Евровидение (не считая хорватских музыкантов, выступавших ранее от Югославии). Композиция «Don’t ever cry» финишировала пятнадцатой, набрав 31 балл.